# Dorukhshmatta
Dorukhshmattor, mattor härrörande från Mesheddistriktet i Iran. De är tillverkade på landsbygden och håller vanligen måtten 140 x 220 cm. Mattorna har mycket varierande mönster och är färgade i mörkrött och mörkblått.